# Eublemma pretoriae
Eublemma pretoriae är en fjärilsart som beskrevs av William Lucas Distant 1898. Eublemma pretoriae ingår i släktet Eublemma och familjen nattflyn. Inga underarter finns listade i Catalogue of Life.